# 愛♡愛〜100％♥Pure Love〜
「愛♡愛〜100％♥Pure Love〜」（あいあいあい〜ひゃくパーセント・ピュア・ラブ〜）は、2001年11月14日にKitty MMEからリリースされた松田聖子の56枚目のシングル。

## 解説
フジテレビ系「100%キャイ〜ン!」のテーマソングとなった。
歌詞カードにミスプリントがあったため、「Ding Dong」の修正歌詞を記載した紙が封入された。

## 収録曲
全作詞:Seiko Matsuda・原田真二／作曲・編曲:原田真二
1. 愛♡愛〜100％♥Pure Love〜 [5:00]
2. Ding Dong [4:54]
3. 愛♡愛〜100％♥Pure Love〜（Instrumental）[4:59]
4. Ding Dong（Instrumental）[4:51]

## 関連作品
- 愛♡愛〜100%♥Pure Love〜
  - LOVE & EMOTION VOL.2（アルバム・バージョン）
- Ding Dong
  - アルバム未収録